# Северанс (Колорадо)
Северанс (енгл. Severance) град је у америчкој савезној држави Колорадо.

## Демографија
По попису из 2010. године број становника је 3.165, што је 2.568 (430,2%) становника више него 2000. године.
| Група             | 2000.       | 2010.         |
| Белци             | 517 (86,6%) | 2.845 (89,9%) |
| Афроамериканци    | 2 (0,3%)    | 14 (0,4%)     |
| Азијати           | 2 (0,3%)    | 27 (0,9%)     |
| Хиспаноамериканци | 68 (11,4%)  | 222 (7,0%)    |
| Укупно            | 597         | 3.165         |